# Motovun
Motovun (pronunciació croata: [mɔtɔ̌ʋuːn], italià: Montona o Montona d'Istria) és un poble i un municipi al centre d'Ístria, a Croàcia. És una ciutat medieval que va créixer al lloc d'una antiga ciutat anomenada Castellieri. Es troba en un turó a 270 metres sobre el nivell del mar amb cases repartides per tot el turó.

## Història
En l'antiguitat, tant els celtes com els il·liris van construir les seves fortaleses a la ubicació de l'actual Motovun. El nom del poble també és d'origen celta, derivat de Montona, que significa "un poble als turons". El Parenzana, un ferrocarril de via estreta que anava de Trieste a Poreč entre 1902 i 1935, passava per sota de la ciutat.
Als murs interiors hi ha diversos escuts de diferents famílies governants de Motovun i dues làpides d'habitants romans (del segle I).
Als segles X i XI va pertànyer al bisbe de Poreč. Des de l'any 1278 va ser ocupada per Venècia i envoltada per sòlides muralles, que encara es conserven intactes. Les tres parts de la vila estan comunicades per un sistema de fortificacions interiors i exteriors amb torres i portes de la ciutat que contenen elements d'estil romànic, gòtic i renaixentista, construïts entre els segles XIV i XVII. És un exemple típic de l'arquitectura colonial veneciana.

## Llocs d'interès

### Església parroquial de Sant Esteve (Sveti Stjepan)
L'església tardorenaixentista de Sant Esteve es va construir a principis del segle XVII a partir d'esbossos probablement dissenyats pel conegut arquitecte renaixentista Andrea Palladio (1508–1580). L'església conté diverses obres d'art: les estàtues de marbre de Sant Esteve i Sant Llorenç de Francesco Bonazzo i la pintura del segle XVII del Sant Sopar, sobre l'altar, d'un artista venecià desconegut. Les cisternes d'aigua de la plaça davant de l'església daten dels segles XIV i XV.

### El bosc de Motovun
El riu Mirna o Quieto flueix per sota del turó i a l'altra banda del riu hi ha el famós bosc de Motovun, una àrea d'uns 10 quilòmetres quadrats a la vall del riu Mirna, de les quals 280 hectàrees estan especialment protegides. Aquesta zona es diferencia completament no només dels boscos propers, sinó també dels de tota la regió càrstica circumdant per la seva fauna, sòl humit i preuades tòfones blanques i negres (Tuber magnatum), que hi creixen amb èxit. Com que aquest fong creix sota terra, es recull amb l'ajuda de gossos especialment entrenats.
L'arbre més comú al bosc és el roure anglès o marró (Quercus robur). Per preservar les condicions naturals per al desenvolupament del bosc de Motovun, l'àrea protegida s'inunda ocasionalment, tot i que el riu Mirna està controlat i tota la seva vall protegida de les inundacions.
Als vessants del turó es conrea raïm per a famosos vins d'Ístria: el vi Teran i el vi Malvazija.